# 獻嘉皇后
獻嘉皇后（越南语：／；？—？），姓陳氏（越南语：／），越南胡朝時期胡漢蒼的皇后。
陳氏可能是越南陳朝的宗室女，1401年胡季犛讓位給胡漢蒼，同時封陳氏封為皇后。
1407年，明朝軍隊攻破胡朝都城清化，胡漢蒼被俘，陳氏則下落不明。